# Chiesa di Santa Maria Assunta (Celenza sul Trigno)
La chiesa di Santa Maria Assunta è sita in piazza del Popolo a Celenza sul Trigno, in provincia di Chieti e diocesi di Trivento.

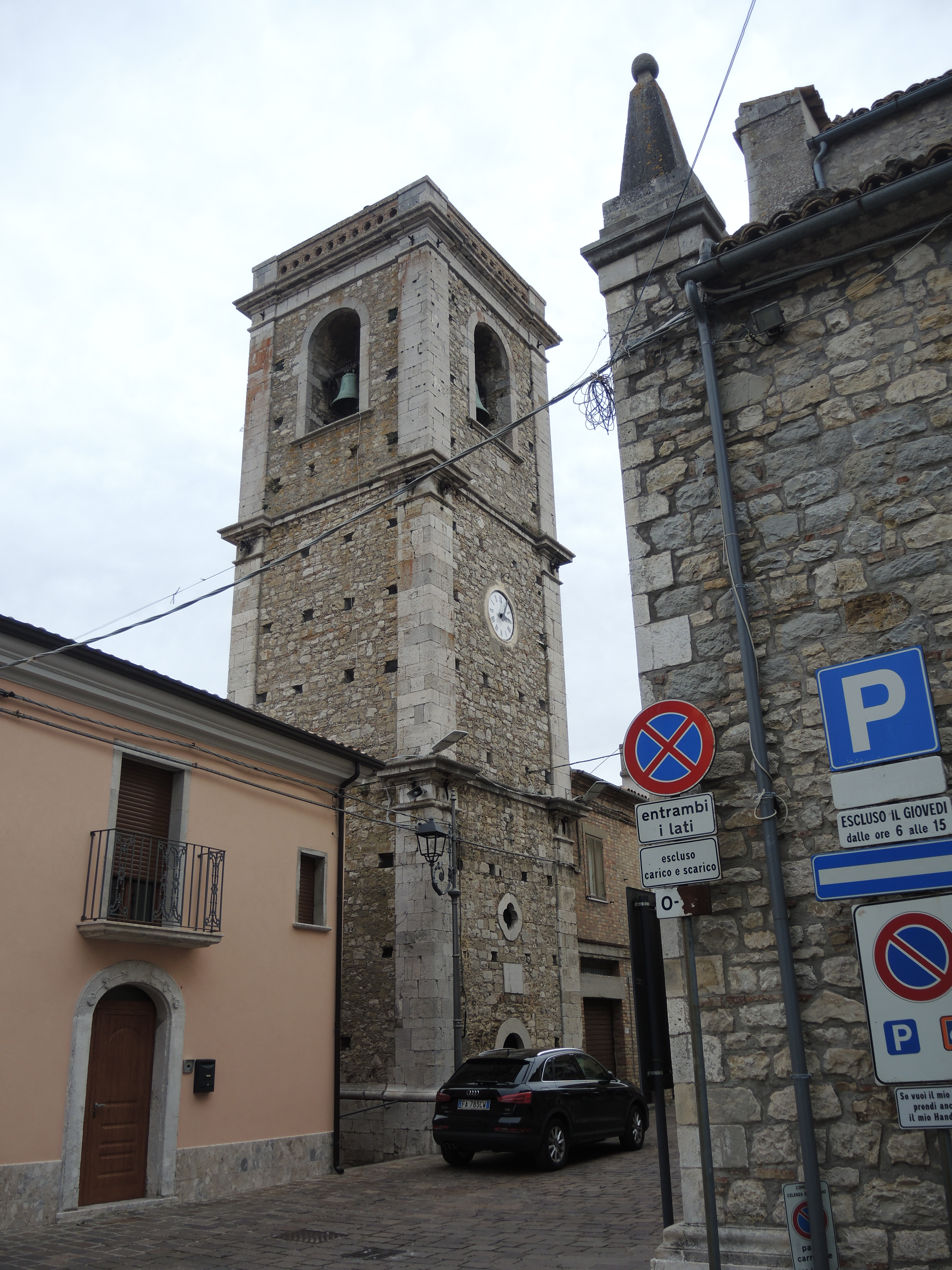
La torre campanaria

## Storia e arte
È stata costruita prima del XVI con trasformazioni nel XVIII (epoca in cui fu demolito l'adiacente palazzo ducale d'Avalos) e nel XX secolo. Altri restauri sono stati effettuati nel 1937 e dopo i bombardamenti del 1943.
Del XIII-XIV secolo rimane una partitura architettonica posta sulla facciata.
Sull'architrave del portale è riportata un'iscrizione latina on pietra, che testimonia che la chiesa è stata ricostruita nel 1605 per opera di Giovanni Battista Caracciolo. La facciata ha una finestra ad arco acuto nella posizione centrale? Sopra una fascia marcapiano, che reca lo stemma in pietra della famiglia Caracciolo.
La torre campanaria, separata dalla chiesa, è in pietra mista a mattoni, fu terminata nel 1792, ma sembra che dovesse, in passato fungere da torre difensiva. È disposta di un orologio pubblico e di un concerto di campane.
L'interno è a tre navate. Lo stile è neoclassico, con rifiniture novecentesche e pitture aggiunte, come la scena della Pentecoste presso la lunetta dell'altare maggiore. Un'arca in pietra scolpita del XVI secolo, di aspetto ancora medievale, è attualmente, adattata ad altare; interessantela ghimberha con motivi floreali, essa poggia su due colonne circolari sorrette da leoncini, i qualipoggianosu una base ad archetti ciechi.
Le statue che decorano la chiesa sono quasi tutte firmate da Luigi Guacci da Lecce, interessante particolarmente quella della Madonna col Bambino sopra il globo terrestre.